# Žaluji!
Žaluji! (v originále J'accuse) je francouzsko-italský historický dramatický film z roku 2019, který režíroval Roman Polanski podle románu An Officer and a Spy Roberta Harrise z roku 2013 o Dreyfusově aféře. Snímek měl světovou premiéru na filmovém festivalu v Benátkách dne 30. srpna 2019. Jeho název odkazuje stejnojmenný novinový článek, který publikoval 13. ledna 1898 Émile Zola na obranu kapitána Dreyfuse.
Kvůli obviněním proti režisérovi vyvolalo uvedení jeho filmu kontroverze na některých festivalech, včetně filmového festivalu v Benátkách, kde získal hlavní cenu poroty a cenu FIPRESCI, ale také během svého uvedení ve Francii, kde vyvolal debaty veřejnosti a politické reakce.

## Děj
V roce 1894 byl kapitán Alfred Dreyfus, francouzský důstojník židovského vyznání, odsouzen k doživotní deportaci za to, že poskytl tajné dokumenty Německu. Velitel Marie-Georges Picquart, povýšený na podplukovníka a vedoucího Druhého oddělení, zjišťuje, že skutečným špionem pro Německo je velitel Ferdinand Walsin Esterhazy, a že jeho vlastní zástupce Hubert Henry ví, že skutečným zrádcem není Dreyfus, ale Esterhazy. Picquart z povinnosti a ze smyslu pro čest odmítne uposlechnout své šéfy, kteří mu nařizují, aby aféru ututlal. Je mu vyhrožováno, je zatčen a uvězněn, ale trvá na tom, aby pravda vyšla najevo a Dreyfus byl propuštěn a rehabilitován. Do dvanáct let toto aféra vyvolávala pnutí ve Třetí republice.

## Obsazení
| Jean Dujardin           | Marie-Georges Picquart                                      |
| Louis Garrel            | Alfred Dreyfus                                              |
| Emmanuelle Seignerová   | Pauline Monnier                                             |
| Grégory Gadebois        | Hubert Henry                                                |
| Hervé Pierre            | Charles-Arthur Gonse                                        |
| Wladimir Yordanoff      | Auguste Mercier                                             |
| Didier Sandre           | Raoul Le Mouton de Boisdeffre                               |
| Melvil Poupaud          | Fernand Labori, advokát Émila Zoly a Dreyfuse               |
| Éric Ruf                | Jean Sandherr                                               |
| Mathieu Amalric         | Alphonse Bertillon                                          |
| Laurent Stocker         | Georges-Gabriel de Pellieux                                 |
| Paulo Henrique          | štábní kapitán                                              |
| Vincent Perez           | Louis Leblois                                               |
| Michel Vuillermoz       | Armand du Paty de Clam                                      |
| Vincent Grass           | Jean-Baptiste Billot                                        |
| Denis Podalydès         | Edgar Demange, Dreyfusův advokát                            |
| Damien Bonnard          | speciální komisař Jean-Alfred Desvernine ze Sûreté générale |
| Laurent Natrella        | Ferdinand Walsin Esterhazy                                  |
| Kevin Garnichat         | Jules Lauth                                                 |
| Bruno Raffaelli         | soudce Delegorgue                                           |
| Vincent de Bouard       | Gribelin                                                    |
| Stefan Godin            | generál Darras                                              |
| Pierre Poirot           | soudní zapisovatel Vallecalle                               |
| Luca Barbareschi        | Philippe Monnier                                            |
| Mohammed Lakhdar-Hamina | Bachir                                                      |
| Philippe Magnan         | prokurátor Brisset                                          |
| Pierre Forest           | plukovník Morel                                             |
| Jeanne Rosa             | Martha Leblois                                              |
| Benoît Allemane         | Georges Charpentier, editor Émila Zoly                      |
| Gérard Chaillou         | Georges Clemenceau                                          |
| André Marcon            | Émile Zola                                                  |
| Nicolas Bridet          | Mathieu Dreyfus                                             |
| Swan Starosta           | Lucie Dreyfus]]                                             |
| Luce Mouchel            | Madame Sandherr                                             |
| Nicolas Wanczycki       | Foucault                                                    |
| Pierre Aussedat         | plukovník Picquart                                          |
| Jean-Marie Frin         | předseda poroty                                             |
| Jean-Marie Lecoq        | lékař                                                       |
| Thierry Gimenez         | plukovník Jouaust                                           |
| Frédéric Épaud          | důstojník dělostřelectva                                    |
| Clément Jacqmin         | novinář Santé                                               |
| Fabrice Firmin          | Alexandre Perrenx                                           |

## Ocenění
- Filmový festival v Benátkách: Velká cena poroty, Cena FIPRESCI
- Cena Lumières: nejlepší režie (Roman Polanski); nominace v kategoriích nejlepší film, nejlepší herec (Jean Dujardin), nejlepší scénář, nejlepší kamera
- César: nejlepší režie (Roman Polanski), nejlepší adaptace (Roman Polanski a Robert Harris), nejlepší kostýmy (Pascaline Chavanne); nominace v kategoriích nejlepší film, nejlepší herec (Jean Dujardin), nejlepší herec ve vedlejší roli (Louis Garrel, Grégory Gadebois), nejlepší výprava (Jean Rabasse), nejlepší střih (Hervé de Luze), nejlepší kamera (Pawel Edelman), nejlepší zvuk (Lucien Balibar, Aymeric Devoldère, Cyril Holtz a Niels Barletta), nejlepší filmová hudba (Alexandre Desplat)